# Georg Knöpfle
Georg Knöpfle (ur. 15 maja 1904 w Schrambergu, zm. 14 grudnia 1987 w Hamburgu) – niemiecki piłkarz grający na pozycji pomocnika, reprezentant kraju, trener.

## Kariera piłkarska
Georg Knöpfle karierę piłkarską rozpoczął w 1913 roku w juniorach SpVgg Schramberg 08. W 1926 roku podpisał profesjonalny kontrakt z SpVgg Fürth, a w 1928 roku został zawodnikiem FSV Frankfurt, gdzie w 1934 roku zakończył piłkarską karierę.

## Kariera reprezentacyjna
Georg Knöpfle w latach 1928–1933 rozegrał 23 mecze w reprezentacji Niemiec. Brał z nią udział na igrzyskach olimpijskich 1928 w Amsterdamie, gdzie reprezentacja zakończyła udział w turnieju w ćwierćfinale.

## Kariera trenerska
Georg Knöpfle karierę trenerską rozpoczął w 1937 roku w Eintrachcie Brunszwik, którego trenerem był do 1948 roku. Następnie w latach 1948–1949 prowadził Arminię Hanower, następnie w latach 1949–1954 prowadził Hamburger SV. Potem przez krótki czas prowadził Bayern Monachium. W latach 1955–1958 był trenerem Alemanni Aachen, a w latach 1958–1963 prowadził Werder Brema, z którym w sezonie 1960/1961 zdobył Puchar Niemiec. W latach 1963–1966 prowadził FC Köln, z którym w sezonie 1963/1964 został pierwszym Niemiec w pierwszej edycji Bundesligi. W latach 1969–1970 prowadził Hamburger SV.
Georg Knöpfle zmarł 14 grudnia 1987 roku w Hamburgu w wieku 83 lat.

## Sukcesy trenerskie

### Werder Brema
- Puchar Niemiec: 1961

### FC Köln
- Mistrzostwo Niemiec: 1964